# Stenanona hondurensis
Stenanona hondurensis G.E. Schatz, F.G. Coe & Maas – gatunek rośliny z rodziny flaszowcowatych (Annonaceae Juss.). Występuje endemicznie w Hondurasie. 

## Morfologia
PokrójZimozielone drzewo dorastające do 15 m wysokości.
LiścieMają kształt od eliptycznego do lancetowatego. Mierzą 9–23,5 cm długości oraz 3–8,6 cm szerokości. Nasada liścia jest prawie sercowata. Blaszka liściowa jest całobrzega o ostrym lub spiczastym wierzchołku. Ogonek liściowy jest owłosiony i dorasta do 7–12 mm długości.
KwiatySą zebrane po 2–5 w pęczki, rozwijają się w kątach pędów. Mają 4 działki kielicha o owalnym kształcie i dorastające do 5–8 mm długości. Płatków jest 8, mają równowąsko trójkątny, osiągają do 50–80 mm długości. Kwiaty mają około 120 pręcików i 25–35 owocolistków.
OwocePojedyncze, o kształcie od podłużnego do eliptycznego, osiągają 15 mm średnicy.

## Biologia i ekologia
Rośnie w lasach, na terenach nizinnych.